# 了願寺
了願寺（りょうがんじ）は、愛知県知多郡東浦町にある真宗大谷派の寺院。山号は受教山。本尊は阿弥陀如来。

## 由緒
もともと天台宗の「帰命寺」という寺だったが、1508年に良空法師が真宗に改宗し寺号も「了願寺」と改称した。1588年に現在地に移転している。了願寺がある場所はその昔緒川村といい、徳川家康の家臣であった永井直勝の生誕地ともいわれるため、長子の正直が本願地として了願寺に永井家の墓を作ったという。この家系からは作家の永井荷風や高見順など、数多くの名士を輩出している。

## ギャラリー
- 参道
- 山門